# João III de Ozum
João III de Ozum (em armênio/arménio:  Հովհաննես Գ Օձնեցի; c. 650, Ozum, Gogarena - c. 728/729, Dúbio, Airarate) foi um clérigo e teólogo armênio, católico da Armênia de 717 a 728, precedido por Elias I de Archixe e seguido por Davi I de Aramonque. Foi  canonizado como santo pela Igreja Apostólica Armênia.